# Push the Limits
Push the Limits – utwór i trzynasty singel projektu Enigma Michaela Cretu, wydany w 2000 r. Singel pochodzi z albumu The Screen Behind the Mirror, wydanego w tym samym roku. Piosenka dostała się na listy przebojów w Anglii (76 miejsce) i w Niemczech (96 miejsce). Piosenka została wydana na czterech singlach dwukrotnie w wersji z albumu i w pięciu różnych remiksach. Utwór opiera się na powolnych, głębokich uderzeniach perkusji i syntezatorowym podkładzie. Teledysk do utworu przedstawia dwoje młodych ludzi (chłopaka i dziewczynę) walczących w stylu kendo.

## Lista ścieżek
- 2-track CD single

1. "ATB Mix" – 8:30
2. "Album Version" – 6:25

- 2-track CD single

1. "Radio Edit" – 3:54
2. "ATB Radio Remix" – 3:35

- 3-track CD single

1. "Radio Edit"
2. "ATB Radio Remix"
3. "ATB Remix"

- 4-track CD single

1. "Radio Edit"
2. "ATB Remix"
3. "Album Version"
4. "ATB Radio Remix"
5. "Multimedia: The Video" (dostępne w kilku wersjach)

## Pozycja na liście
1. Niemcy - 96
2. Wielka Brytania - 76